# Diodor d'Amfípolis
Diodor d'Amfípolis (en llatí Diodorus, en grec antic Διόδωρος) fou un militar grec de l'exèrcit de Perseu de Macedònia, que era comandant d'Amfípolis vers el 169 aC.
Després de la derrota del rei a la batalla de Pidna, i de la seva fugida a Pel·la, Diodor, sospitant de la imminent revolta dels dos mil mercenaris tracis que hi havia a Amfípolis, els va convèncer que era millor que anessin a saquejar la regió d'Emàtia, on podia obtenir millor botí. Quan els tracis van sortir i van creuar l'Estrímon, va tancar les portes de la ciutat a la que poc després es va poder refugiar Perseu, segons explica Titus Livi.